# مقاطعة رومانية

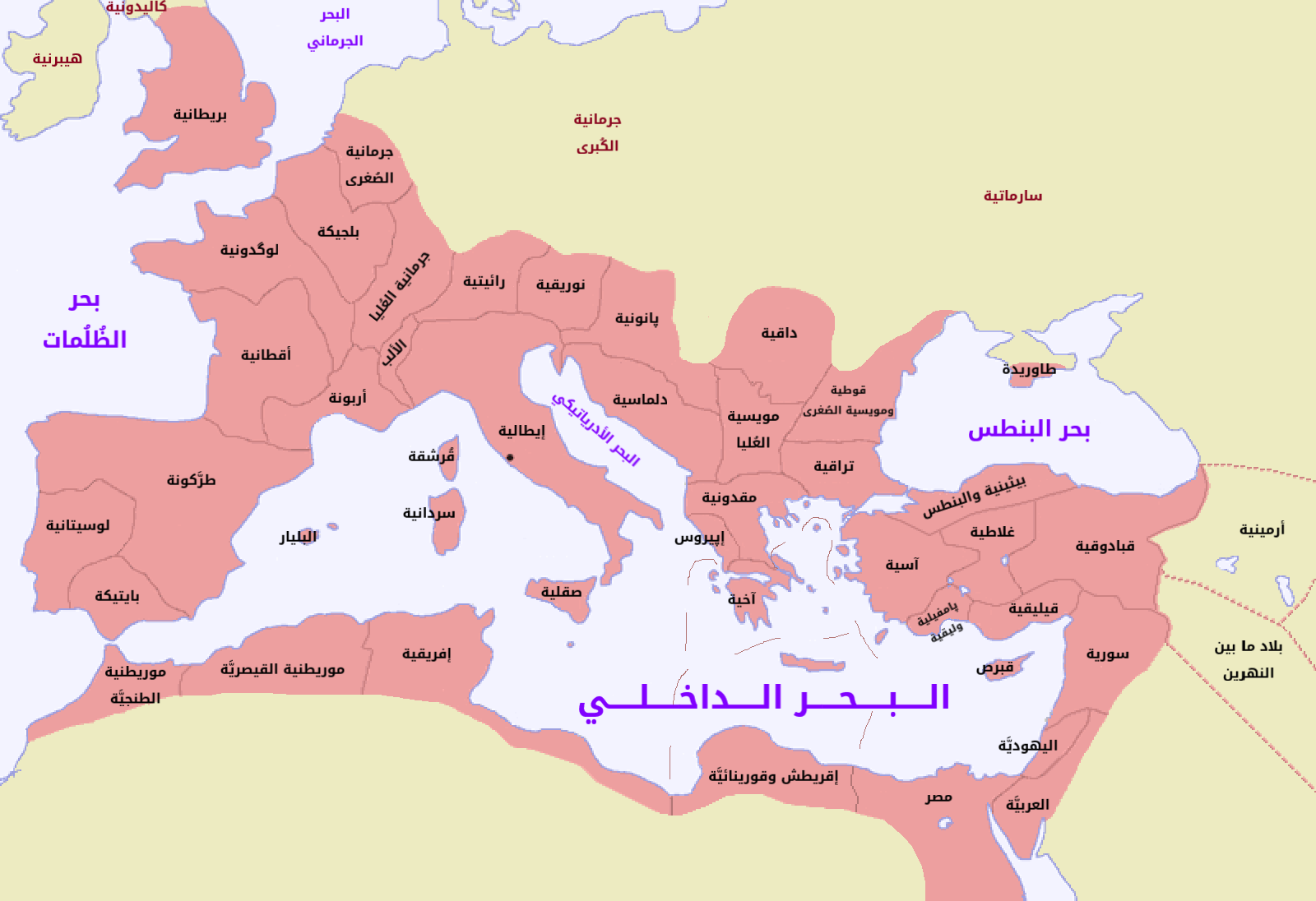
خارطة للإمبراطورية الرومانية سنة 116

الولايات الرومانية هي الوحدات الترابية خارج روما القديمة التابعة للإمبراطورية الرومانية.
بدأت أولى هذه الولايات في الظهور إبان فترة الجمهورية الرومانية أثناء الحروب البونية وبدأت توسعها منذ ذلك الحين خارج شبه الجزيرة الإيطالية. بلغت هذه الولايات في أوج قوة الإمبراطورية خلال فترة حكم أسرة سيفران الأربعين ولاية.
بعدها قام دقلديانوس، في إطار حملة إصلاح خلال فترة الحكم الرباعي من تغيير الإدارة الإقليمية للإمبراطورية، عن طريق ضم عدد من المحافظات وخلق كيانات متفوقة على المقاطعات وهي الأبرشيات الرومانية.
المقاطعات الرومانية أو بروفينسا باللغة اللاتينية هي المناطق الإدارية التابعة لروما القديمة والتي توجد خارج إيطاليا الرومانية، خضعت المقاطعات لسيطرة الرومان في ظل الجمهورية الرومانية ثم الإمبراطورية الرومانية لاحقًا. تولى الحكم في كل مقاطعة حاكم معين من كل الرومان.
كانت المقاطعة لقرون عديدة أكبر وحدة إدارية من الممتلكات الأجنبية لروما القديمة. استمر ذلك إلى أن بدأ دقلديانوس حملة الإصلاح الإداري، واتبع تقسيمًا إداريًا من المستوى الثالث للإمبراطورية الرومانية، أو بالأحرى تقسيمًا فرعيًا للأبرشيات الإمبراطورية.

## قائمة المقاطعات الجمهورية
- 241 قبل الميلاد صقلية، استولى عليها الرومان من القرطاجيين، وضُمت في نهاية الحرب البونيقية الأولى.
- 237 قبل الميلاد سردينيا وكورسيكا؛ استولى الرومان على هاتين الجزيرتين من القرطاجيين، وضمتا بعد حرب المرتزقة بفترة وجيزة، في عام 238 قبل الميلاد و237 قبل الميلاد على التوالي.
- 197 قبل الميلاد هسبانيا سيتيريور، على طول الساحل الشرقي لشبه الجزيرة الايبيرية. سيطر الرومان على جزء من الأراضي من القرطاجيين.
- 197 قبل الميلاد هسبانيا الأمامية، تمتد على طول الساحل الجنوبي لشبه الجزيرة الأيبيرية، استولى الرومان على جزء من الأراضي من القرطاجيين في الحرب البونيقية الثانية
- 147 قبل الميلاد، ضُمت مقدونيا كمقاطعة رومانية بعد تمرد من قبل رابطة آخائيين.
- 146 قبل الميلاد، إفريقيا (تونس الحديثة وشرق الجزائر وغرب ليبيا)؛ تشكلت بعد تدمير قرطاج في الحرب البونيقية الثالثة.
- 129 قبل الميلاد آسيا، مملكة بيرغامون سابقًا، تقع غرب الأناضول (الآن في تركيا)، ورثتها روما من قبل ملكها الأخير أتالوس الثالث عام 133 قبل الميلاد.
- 120 قبل الميلاد، جاليا ناربونينسيس (جنوب فرنسا)؛ كانت تسمى قبل ضمها غاليا ترانسلابينيا. ضُمت إلى روما في أعقاب الهجمات على الحلفاء في مدينة مرسيليا اليونانية.
- 67 قبل الميلاد، كريت وبرقة؛ استولت روما على برقة عام 78 قبل الميلاد، ولكنها لم تعتبر كمقاطعة مستقلة. ضُمت برقة إلى مقاطعة كريت وسيرينايكا بعد أن استولت روما على جزيرة كريت عام 67 قبل الميلاد.
- 63 قبل الميلاد، بيثينيا وبونتس؛ تقع في شمال غرب الأناضول، استولت روما على مملكة بيثينيا من قبل آخر ملوكها، نيكوميدس الرابع، في عام 74 قبل الميلاد.  نُظمت كمقاطعة رومانية في نهاية الحرب الميثراداتسية الثالثة (73-63 قبل الميلاد)، تولى بومبيوس حكم المقاطعة وضم إليها الجزء الغربي من مملكة بونتوس المهزومة في عام 63 قبل الميلاد.
- 63 قبل الميلاد، سوريا، عزل بومبيوس الملك السلوقي الأخير فيليب الثاني فيلورومايوس، وشكل مقاطعة سوريا.
- 63 قبل الميلاد، قيليقيا؛ شُكلت مقاطعة قيليقيا كمنطقة عسكرية للحملات المناهضة للقرصنة في عام 102 قبل الميلاد. سيطر الرومان على مساحة صغيرة فقط. أضيفت ليقيا وبامفيليا إلى الممتلكات الرومانية الصغيرة في قيليقيا في عام 74 قبل الميلاد. أصبحت قيليقيا تحت السيطرة الرومانية بالكامل في نهاية الحرب الميثراداتسية الثالثة (73-63 قبل الميلاد)، وأعاد بومبيوس تنظيمها عام 63 قبل الميلاد.
- 58 قبل الميلاد، استولى الرومان على قبرص، وضُمت إلى مقاطعة قيليقيا لتشكيل مقاطعة قيليقيا وقبرص.
- 46 قبل الميلاد أفريقيا نوفا استولى يوليوس قيصر على منطقة نوميديا الغربية وأضيفت إلى مقاطعة إفريقيا نوفا في عام 40 قبل الميلاد، سميت هذه المقاطعة بإفريقيا الجديدة لتمييزها عن المقاطعة الإفريقية الأقدم التي شكلت عام 146 قبل الميلاد. كانت المنطقة جزءًا من الإمبراطورية الرومانية باستثناء فترة قصيرة عندما أعاد أغسطس جوبا الثاني كملك تابع (30-25 قبل الميلاد).

سيطرت روما على كيسالبين (في شمال إيطاليا) في 220 قبل الميلاد، واعتبرت جزءًا جغرافيًا وفعليًا من إيطاليا الرومانية، ولكنها فصلت سياسيًا عنها بحكم القانون. ضمت قانونًيا إلى الوحدة الإدارية لإيطاليا الرومانية في 42 قبل الميلاد، تولى ضمها أغسطس كتصديق على قوانين قيصر غير المنشورة.